# Candace Cameron Bure
Candace Helaine Cameron Bure /bʊˈreɪ/ (Panorama City, Los Angeles, Califòrnia, 6 d'abril de 1976) és una actriu, productora, escriptora i tertuliana de programes de televisió estatunidenca. És coneguda pel paper de D.J. Tanner, la filla gran de Pam i Danny Tanner, a la sèrie televisiva Full house que va interpretar des dels 10 fins als 18 anys. El 2014 va concursar a Dancing with the Stars, acabant en tercera posició, i posteriorment va protagonitzar la sèrie Full house, repetint el seu paper com a D.J.
Filla de Robert Cameron i Barbara Bausmith Cameron, és la germana petita del també actor Kirk Cameron.